# Cloud Foundry
Cloud Foundry  è una piattaforma di cloud computing open source di tipo PaaS sviluppata in origine da VMware e ora di proprietà di Pivotal Software, una joint venture di EMC, VMware e General Electric. Cloud Foundry fu progettata e sviluppata da una piccola squadra di VMware guidata da Derek Collison e chiamata in origine progetto B29.
Cloud Foundry è scritto principalmente in Ruby e Go.

## Prodotti
- Cloud Foundry Open Source Software
- Pivotal Cloud Foundry (Pivotal CF)
- Pivotal Web Services (PWS)

I prodotti basati su Cloud Foundry invece sono:
- Predix[4]
- IBM Bluemix[5]
- CenturyLink Cloud[6]
- ActiveState[7]
- HP Helion[8]
- Anynines[9]
- Swisscom[10]